# ニコラウス・ゲルハールト

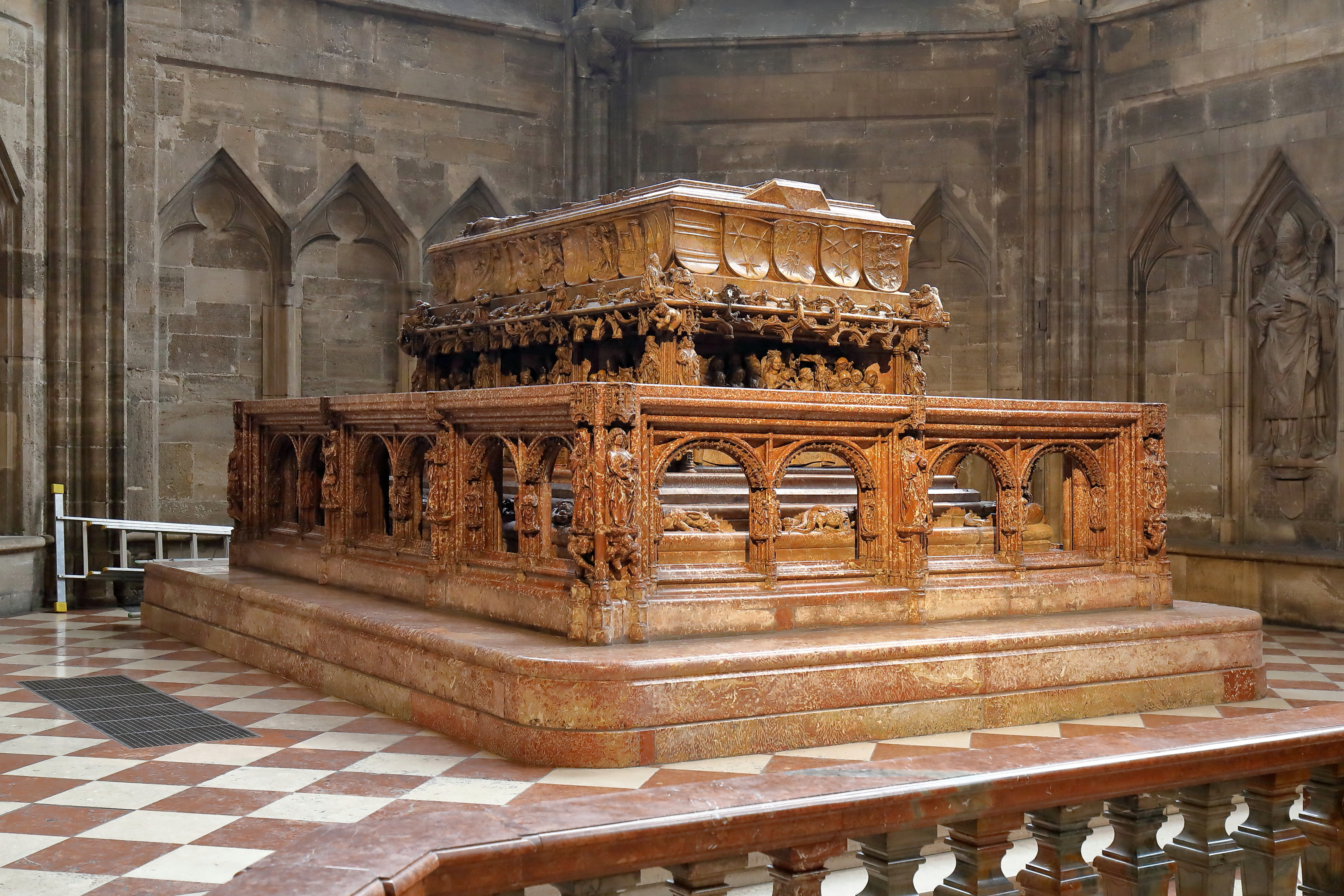
フリードリヒ三世の墓碑

ニコラウス・ゲルハールト（Nikolaus Gerhaert、1420年頃または1430年頃の生まれ、1473年に死去）は15世紀のネーデルランド生まれの彫刻家である。1450年頃から1473年の間、ドイツやオーストリアで活動した。ゲルハールト・ファン・ライデン（Gerhaert van Leyden、日本ではオランダ語読みでヘルハルト・ファン・レイデンなどの音訳もある）の別名でも知られている。南ドイツのトリーア、ストラスブール、コンスタンツなどで活動し、15世紀ドイツの最も重要な彫刻家の一人とされる。

## 略歴
生涯についてはほとんど知られていないが、別名のゲルハールト・ファン・ライデンが示すようにライデンの生まれだとされる。フランスのブルゴーニュのディジョンで「北方写実主義」の先駆者とされるクラウス・スリューテルが開いた工房で修行したと考えられている。1462年にトリーア大司教ヤコブ・フォン・シエルクの墓碑を制作した証拠があり、1464年に、ストラスブールにいたことを示す文書が残されている。コンスタンツでも働いた可能性があり、コンスタンツの聖堂の彫像を作成した可能性があるが、注文の支払いを巡ってもめて、短期間でこの仕事を止めたと考えられている。作品のいくつかは宗教戦争によって破壊された。
1467年、神聖ローマ帝国皇帝、フリードリヒ3世に招かれ、ウィーンに移り、シュテファン大聖堂に設置するフリードリヒ3世のための巨大な墓碑を制作する仕事に他の彫刻家とともに取り組んだ。ウィーナー・ノイシュタットで作業は行われ、1473年以降にゲルハールトの記録が見られなくなることから研究者によってこの年の6月28日に死去したと推定されている。このフリードリヒ3世の墓碑の仕事はミヒャエル・ティヒターらによって引き継がれ、1510年に完成し1513年にシュテファン大聖堂に移された。

ゲルハールトの作品はエラスムス・グラッサー(Erasmus Grasser: 1450-1518)やミヒェル・エルハルト(c.1440/1445-1522)、ティルマン・リーメンシュナイダー(c.1460-1531)、ファイト・シュトース(Veit Stoss: c.1447-1533)といったドイツで働いた次の世代の彫刻家に影響を与えた。

## 作品

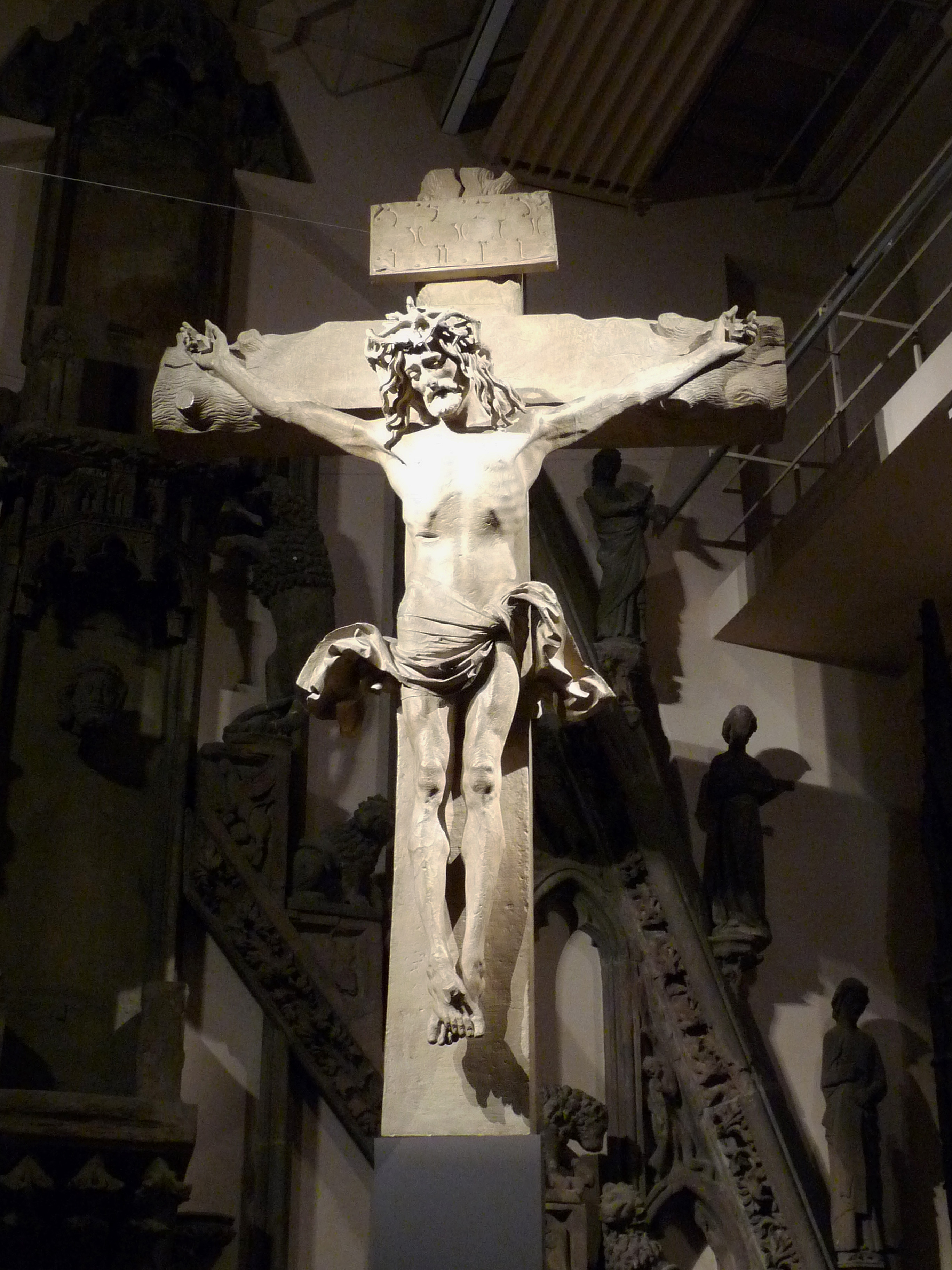
crucifix de Baden-Baden
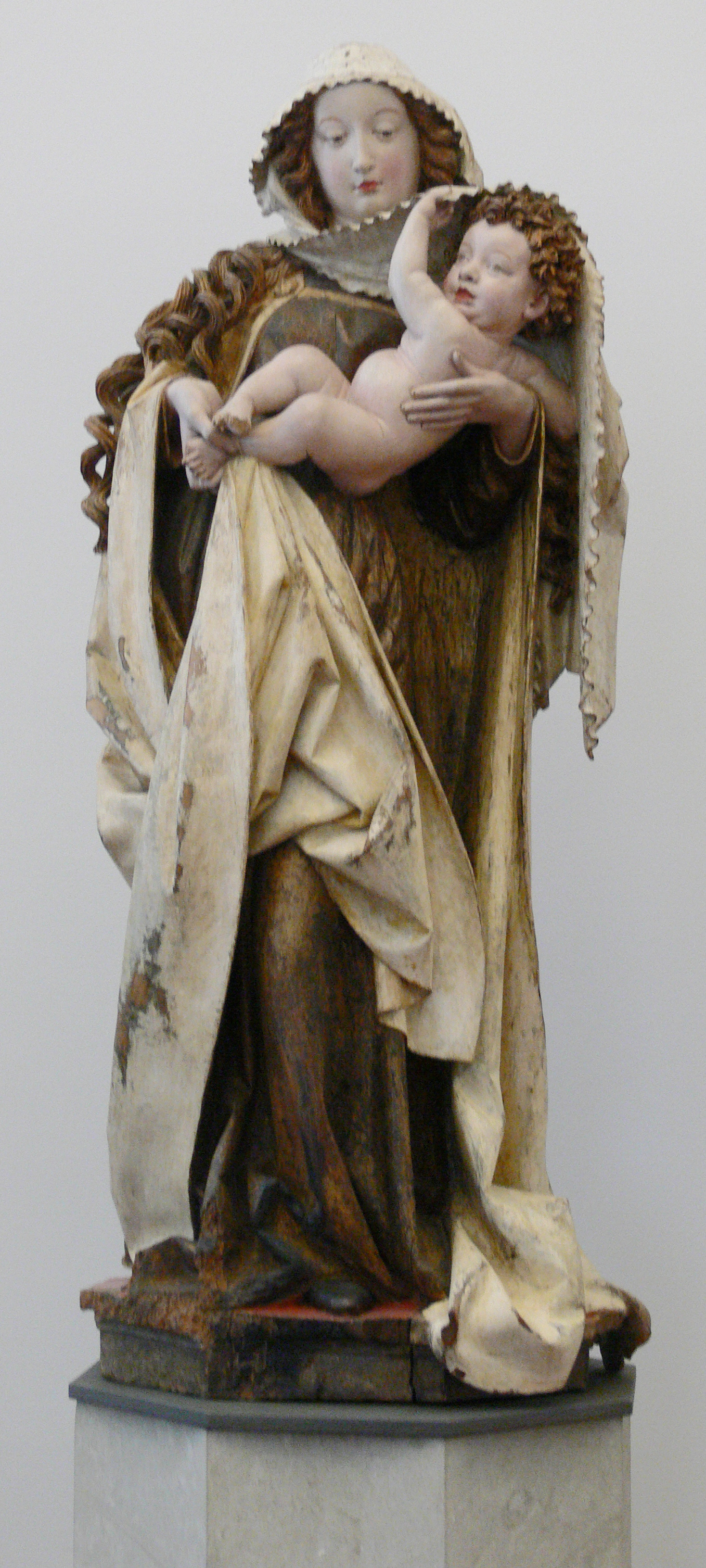
ダンゴルスハイマーの聖母子像
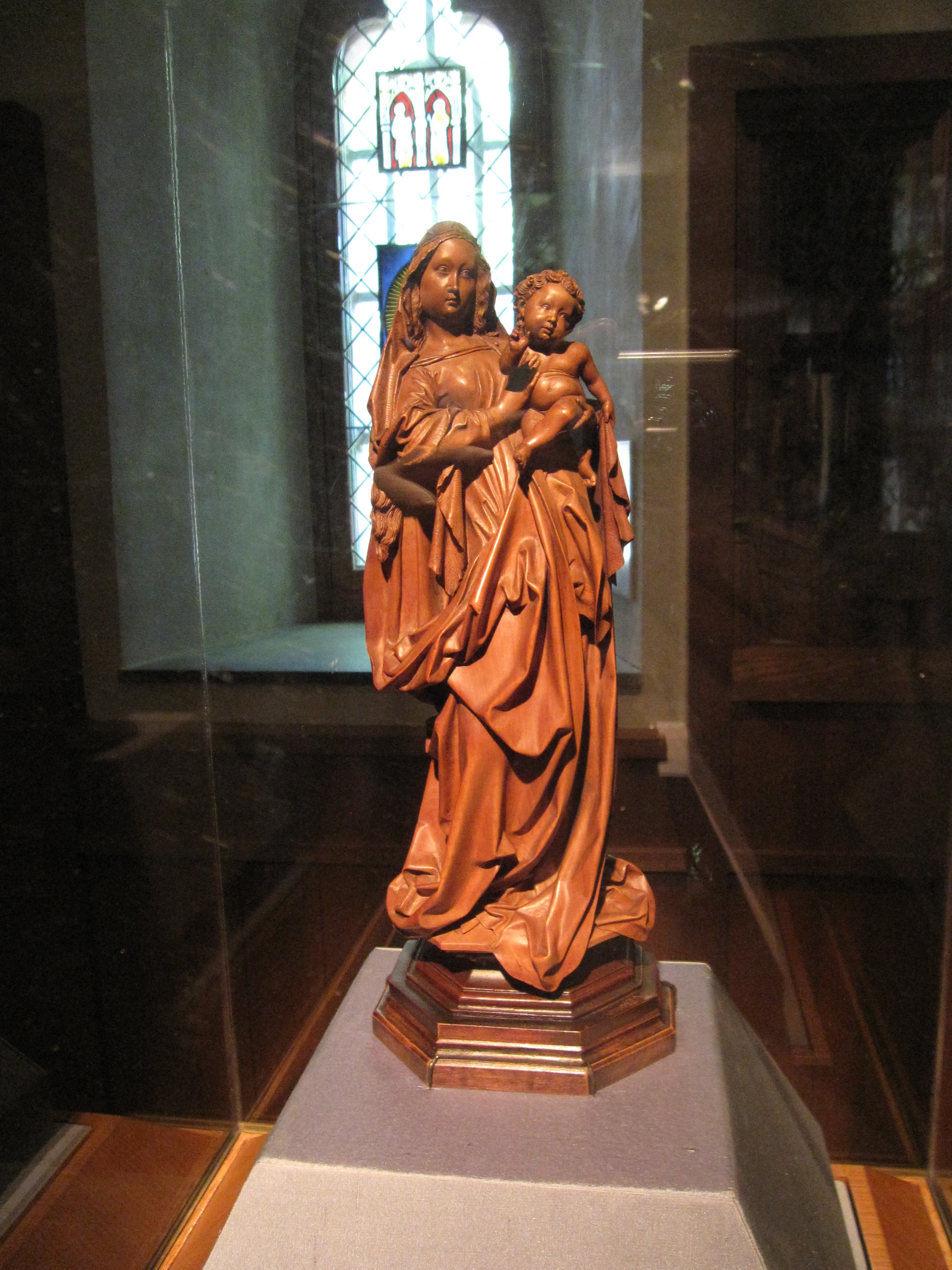
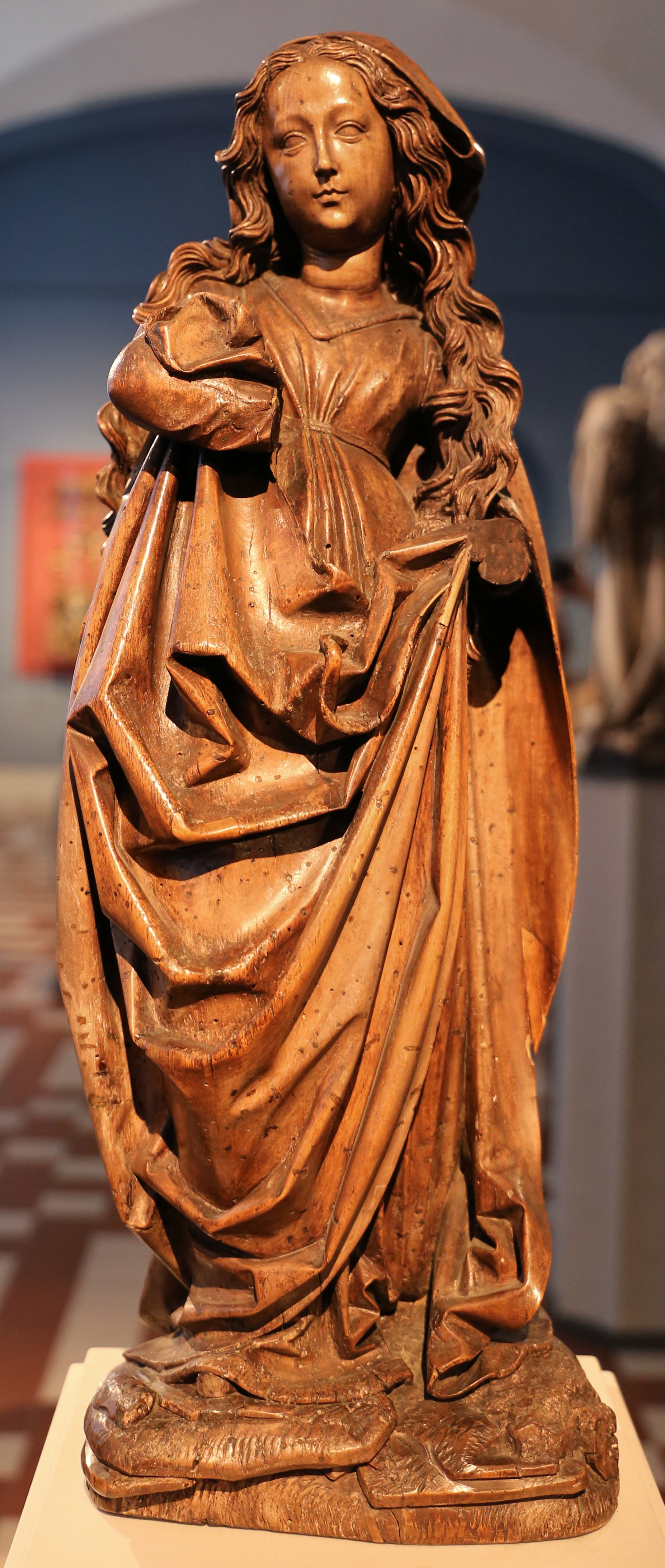